# 前田利男 (伯爵)
前田 利男（まえだ としお、1886年〈明治19年〉11月4日 - 1966年〈昭和41年〉12月29日）は、大正・昭和期の宮内官、政治家、華族。貴族院伯爵議員。旧名・溝口 正男。

## 経歴
旧新発田藩主家当主・溝口直正の五男として生まれ、1911年（明治44年）4月、伯爵・前田利同の養子となる。養父の死去に伴い利男と改名し、1922年（大正11年）1月20日に伯爵を襲爵した。
学習院を経て、1913年（大正2年）6月、東京帝国大学農科大学を卒業。1915年（大正4年）以降、内閣総理大臣秘書官、皇子傅育官（秩父宮附）、宮内事務官兼式部官などを務めた。
1946年（昭和21年）5月9日、貴族院伯爵議員補欠選挙で当選し、研究会に所属して活動し、1947年（昭和22年）5月2日の貴族院廃止まで在任した。

## 親族
- 妻 前田鞍子（養父長女、1912年7月結婚）[1][4]
- 長男 前田利信（宮内庁掌典次長）[1]
- 長女 九鬼稠子（九鬼隆尚夫人）[1]
- 二女 斯波光子（斯波忠夫夫人）[1]

## 栄典
- 1940年（昭和15年）8月15日 - 紀元二千六百年祝典記念章[8]